# Mecosarthron buphagus
Mecosarthron buphagus là một loài bọ cánh cứng trong họ Cerambycidae.